# Мадіунський заколот
Мадіунський заколот, Мадіунська справа (індонез. Peristiwa Madiun) — збройні протиурядові заворушення, організовані у вересні 1948 року в місті Мадіун (Східна Ява) частиною керівництва Комуністичної партії Індонезії й Соціалістичної партії. Було придушено військами, відданими уряду Республіки Індонезії. Понад 8 тисяч учасників загинули під час бойових дій або були вбиті під час подальших позасудових розправ. Серед загиблих був і лідер Компартії Мановар Муссо, а також колишній прем'єр-міністр країни Амір Шарифуддін.

## Історія
Після підписання Ренвільської угоди багато підрозділів індонезійської республіканської армії повернулись із зони голландсько-індонезійського конфлікту. Це надало правим упевненості, що їм удасться протистояти загонам Компартії. У серпні 1948 року за наказом Хатти почалась демобілізація партизанських і міліцейських частин КПІ. В Мадіуні прибічники КПІ відмовились роззброїтись і були вбиті у вересні 1948 року, що спровокувало збройне повстання проти правого уряду націоналіста Мохаммада Хатти.
18 вересня 1948 року члени Комуністичної та Соціалістичної партій підтримали підбурене повстання. До Мадіуна вирушили Мановар Муссо й Амір Шарифуддін для координації дій повстанців. Однак, уже 30 вересня Мадіун був взятий дивізією Силівангі. Муссо, який чинив спротив, був убитий 31 жовтня. 300 повстанців, включаючи Аміра Шарифуддіна, були захоплені 1 грудня (Шарифуддін був убитий 19 грудня індонезійськими солдатами). Сурьо, губернатор Східної Яви, деякі офіцери поліції та релігійні діячі також були розстріляні за участь у повстанні. Загалом було репресовано 36 тисяч осіб.
Мадіунські події були використані як привід для репресій проти Комуністичної партії Індонезії. Представники військових округів також заявляли, що комуністи планували повалити президента Сукарно та проголосити «Радянську республіку Індонезія» на чолі з Мановаром Муссо (президент) й Аміром Шарифуддіном (прем'єр-міністр), хоч керівництво КПІ й засуджувало заворушення в Мадіуні й закликало до миру. Зрештою до самого 1951 року КПІ була змушена працювати у підпіллі.
Після поразки повстання Індонезія почала розглядатись антикомуністичними силами, зокрема США, як потенційний союзник у «холодній війні» проти радянського блоку.